# Alma Lessing

Alma Lessing, um 1898, fotografiert von Marie von Oriola

Alma Lessing (* 1. Juli 1841 in Dresden; † 7. Mai 1918 in Berlin) war eine deutsche Malerin, Fotografin und Schriftstellerin. Sie organisierte 1896 die erste Ausstellung von Amateurfotografen in Berlin und war von 1897 bis 1909 Vorsitzende des Vereins der Berliner Künstlerinnen 1867 e.V.

## Biografie
Alma Lessings Eltern waren der Jurist Hermann Friedrich Marschall von Bieberstein und dessen Frau Adelheid Wilhelmine Auguste geb. Edle von Sonnenberg. Nach der Revolution von 1848 floh Bieberstein nach Zürich, da der Vater in Deutschland steckbrieflich gesucht wurde. Die Familie folgte ihm wahrscheinlich kurze Zeit später.
Alma Marschall von Bieberstein heiratete 1863 in Dresden den Schriftsteller Hermann Lessing (1817–1898). Das Paar lebte in Berlin, sie besaßen daneben eine opulente Sommerresidenz in Dresden-Loschwitz. Alma Lessing nahm Malunterricht bei Otto von Kameke und Carl Gussow und besuchte Kurse für Fotografie am Lette-Verein zur Förderung der Erwerbsfähigkeit des weiblichen Geschlechts, dem sie mindestens seit 1869 angehörte. Sie betrieb ein eigenes fotografisches Atelier und war Mitglied in mehreren fotografischen Vereinen. Neben ihrer künstlerischen Tätigkeit verfasste sie Artikel zu kunsthistorischen und politischen Themen für Tageszeitungen.
Alma Lessing beteiligte sich mit ihren Werken seit Mitte der 1890er Jahre an verschiedenen Ausstellungen und gehörte zusammen mit Marie von Oriola zu den Organisatorinnen der ersten Ausstellung von Amateurphotographien in Berlin 1896. Sie war daneben seit 1897 Vorsitzende des „Vereins der Künstlerinnen und Kunstfreundinnen in Berlin“.
Das Porträt, das Marie von Oriola etwa 1898 von Alma Lessing aufnahm, ist Ausdruck eines weiblichen künstlerischen Selbstbewusstseins, verdeutlicht zugleich aber, wie die Amateurfotografiebewegung der Jahrhundertwende vornehmlich in der Welt des Bürgertums verortet ist.
Sieben Jahre nach dem Tod ihres Ehemanns heiratete Alma Lessing 1905 in zweiter Ehe Ernst Magnus von Nolcken.

## Werkbeispiele

Gräfin Oriola, Palastdame der Kaiserin Auguste (1898)
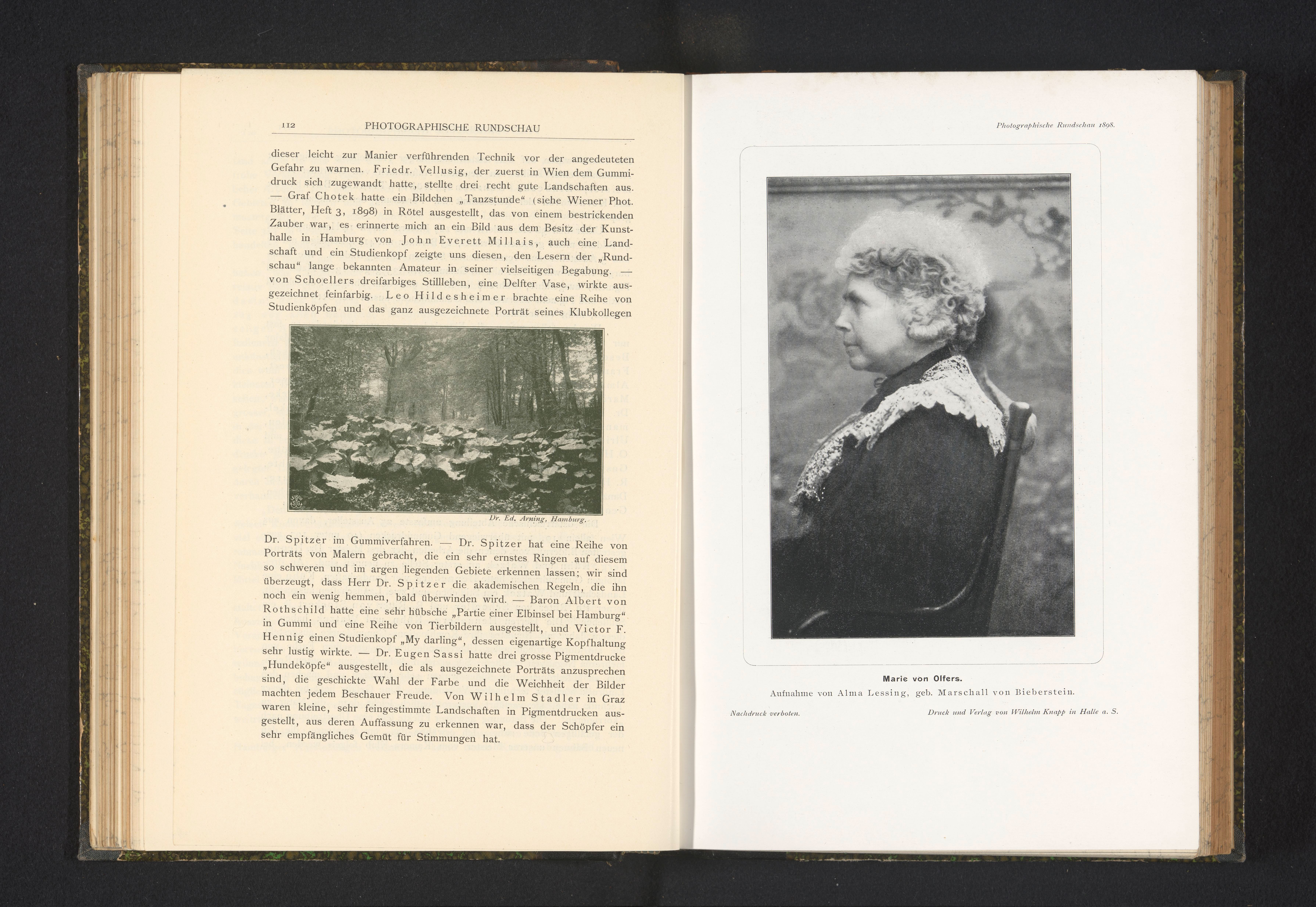
Portrait Marie von Olfers (um 1898)
Paar beim Betrachten eines Albums (1898)

## Ausstellungen
- Première Exposition Internationale de Photographie, Palais de Beaux Arts, Paris, 1892[2]
- Internationale Ausstellung von Amateur-Photographien, Hamburger Kunsthalle, 1893
- IV. Internationale Ausstellung von Amateur-Photographien, Hamburger Kunsthalle, 1896
- Internationale Ausstellung für Amateur-Photographie, Berlin, Reichstagsgebäude, 1896
- Salon de Photographie, IV. Année, Galerie des Champs-Élysées, Paris, 1897
- Ausstellung von Amateurfotografinnen auf der Sächsisch-Thüringischen Gewerbeausstellung, Leipzig 1897
- V. Internationale Ausstellung von Amateur-Photographien, Hamburger Kunsthalle, 1897
- Internationale Ausstellung für Amateur-Photographie, Flensburg 1897
- „Jubel-Ausstellung des Camera-Clubs“, Wien 1898
- Kunstfotografische Ausstellung, Chemnitz 1898
- Salon de Photographie, V. Année, Galerie des Champs-Élysées, Paris, 1898
- VI. Internationale Ausstellung von Amateur-Photographien, Hamburger Kunsthalle, 1898
- Fotografische Kunstausstellung im Secessions-Gebäude, München 1898
- Esposizione Fotografica, promossa dalla Societá Fotografica Italiana, Palazzo delle Belle Arti, Florenz, 1899
- Ausstellung künstlerischer Fotografien im Königlichen Kupferstichkabinett, Dresden 1899
- Ausstellung von Neuerwerbungen im Königlichen Kupferstichkabinett, Dresden, 1902.
- Ausstellung „Der Werdegang der Photographie vom Schattenriß, Daguerreotypie bis zum künstlerischen Bildnis“, Frauenklub Berlin, 1913
- Weltausstellung für Buchgewerbe und Graphik, Leipzig, 1914.
- Ausstellung künstlerischer Fotografien, Deutscher Lyceum-Club, Berlin, 1916
- Wiki Women – Wissen gemeinsam ergänzen, Museum für Kunst und Gewerbe Hamburg, 12.10.2023 – 28.04.2024.[3]